# Ponte da Broadway (Manhattan)
A Ponte da Broadway é uma ponte elevatória vertical sobre o canal do Rio Harlem, no bairro de Manhattan, na cidade de Nova Iorque. Liga os bairros de Inwood, na ilha de Manhattan, e Marble Hill, no continente. A ponte é constituída por dois tabuleiros. O tabuleiro inferior transporta a Broadway, que é designada como U.S. Route 9 neste local. O tabuleiro superior transporta a linha IRT Broadway–Seventh Avenue do metrô de Nova Iorque, que serve o 1 trem.
O local era anteriormente ocupado por duas pontes giratórias sucessivas. A primeira, conhecida como Ponte do Canal de Navegação de Harlem, foi construída entre 1893 e 1895 para atravessar o canal, que tinha sido construído para contornar um alinhamento sinuoso do Spuyten Duyvil Creek. Na primeira década do século XX, a construção da primeira linha de metrô da cidade tornou a ponte original obsoleta, e foi construído um vão de dois andares chamado 225th Street Bridge para acomodar a linha de metrô acima do tráfego rodoviário. Entre 1905 e 1906, foi instalada a segunda ponte, e a primeira ponte foi deslocada para sul no Rio Harlem, tornando-se a Ponte University Heights.
A ponte atual foi construída entre 1957 e 1962 para substituir o segundo vão. Contém um canal navegável com 93 m de largura. A ponte oferece 41 m de espaço vertical quando está na posição aberta e 7,6 m de espaço vertical na posição fechada.

## Descrição
Antes de mudar o trajeto para o Rio Harlem, a ponte chamava-se Ponte de Kings, atravessando o rio entre os limites de Marble Hill e do Bronx. A Boston Post Road e a Albany Post Road atravessavam o rio.
A atual Ponte da Broadway (inaugurada em 1 de julho de 1962) tem um canal navegável com 93 m de largura e 41 m de gabarito quando a ponte está na posição aberta.
Em 2005, o New York City Department of Transportation, que opera e mantém a ponte, registou um tráfego anual de 36.027 em ambas as direções, contra 35.698 em 2005.

## História
Em 1905, foi construída uma ponte para acomodar a extensão da linha de metrô IRT no Bronx. A Ponte da Broadway era uma ponte giratória, mas uma segunda ponte foi acrescentada para permitir o tráfego subterrâneo no convés superior e o tráfego de pedestres e veículos no convés inferior.
O último trem do metrô cruzou a antiga Ponte da Broadway em 23 de dezembro de 1960. Nos dois dias seguintes (véspera e dia de Natal), a ponte antiga foi removida e a nova ponte, já montada, flutuou e foi içada para sua posição, abrindo para o tráfego do metrô em 26 de dezembro de 1960.
A ponte pode se elevar até 41 metros na posição superior e permanecer a 7 metros na posição inferior.